# Dique de Gamazo

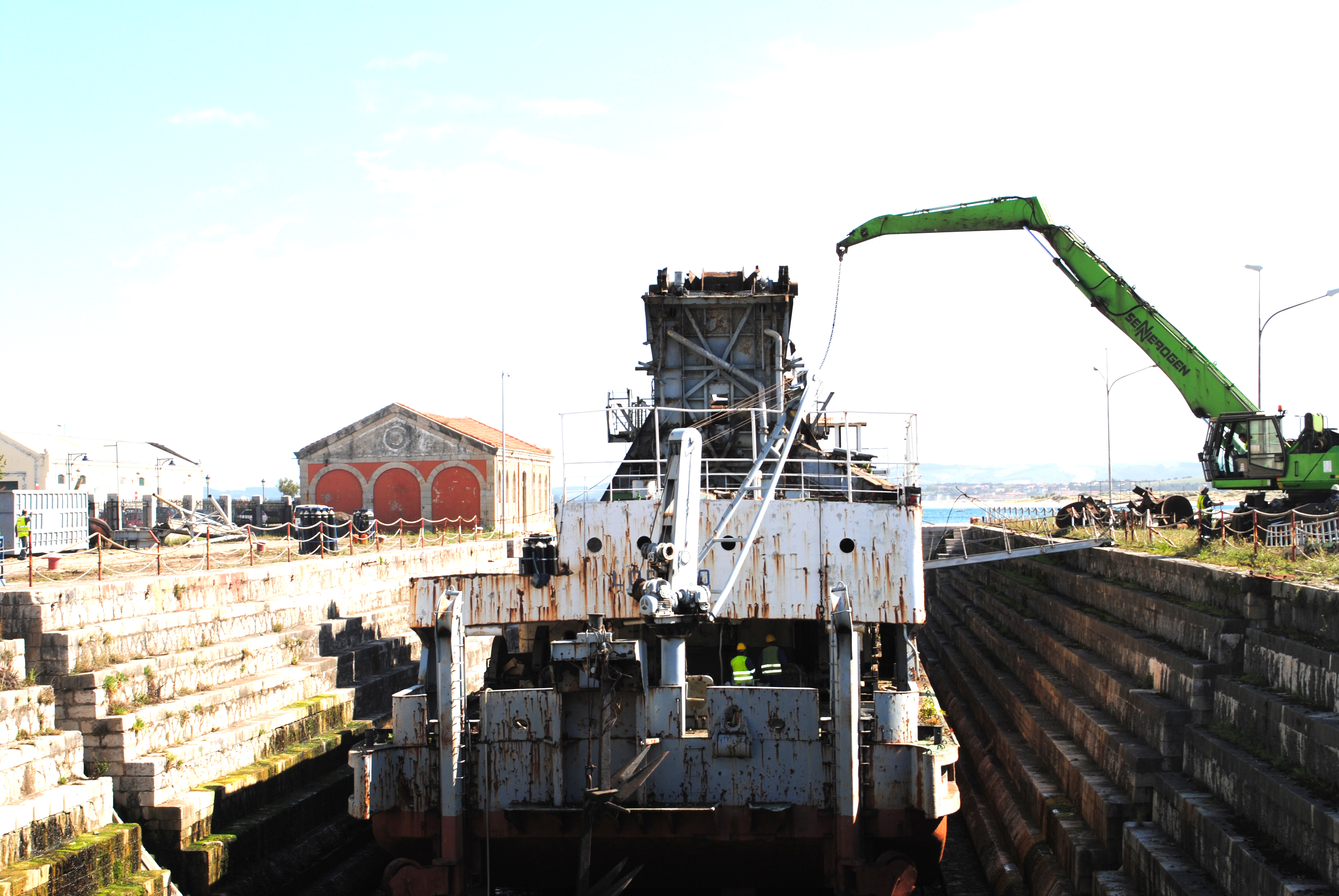
Hasta su restauración y puesta en valor, en el dique de Gamazo reposaba una antigua draga del puerto de Santander. A la izquierda se aprecia la casa de bombas de achique que daba servicio al dique.

El dique seco de Gamazo está situado en la zona de San Martín de Bajamar, en Santander (Cantabria, España). En la actualidad, el dique y su entorno están protegidos como bien de interés cultural (BIC) en la categoría de monumento. (BOE núm. 299. diciembre 2001). Toma el nombre del político español Germán Gamazo.
El dique tuvo en su primera época 132 metros de eslora, 15,20 de manga y 8,75 de puntal, zampeado de grandes sillares en anfiteatro, con puerta flotante de madera, una grúa tipo Priestman en la cabecera y caseta de bombas de achique a vapor, que se identificaba por la gran chimenea de ladrillo adyacente.
Su construcción constituyó un reto para la ingeniería de la época por los múltiples problemas técnicos y financieros que se tuvieron que afrontar. Esta instalación de la Junta de Obras del Puerto se mantuvo en servicio durante 81 años, desde 1908 a 1989. Utilizado inicialmente sólo para barcos de la propia Junta y, posteriormente por arrendamiento, a Corcho e Hijos, Talleres del Astillero, Astilleros de Santander, Basse Sambre y Astilleros del Atlántico, sucesivamente.

## Historia

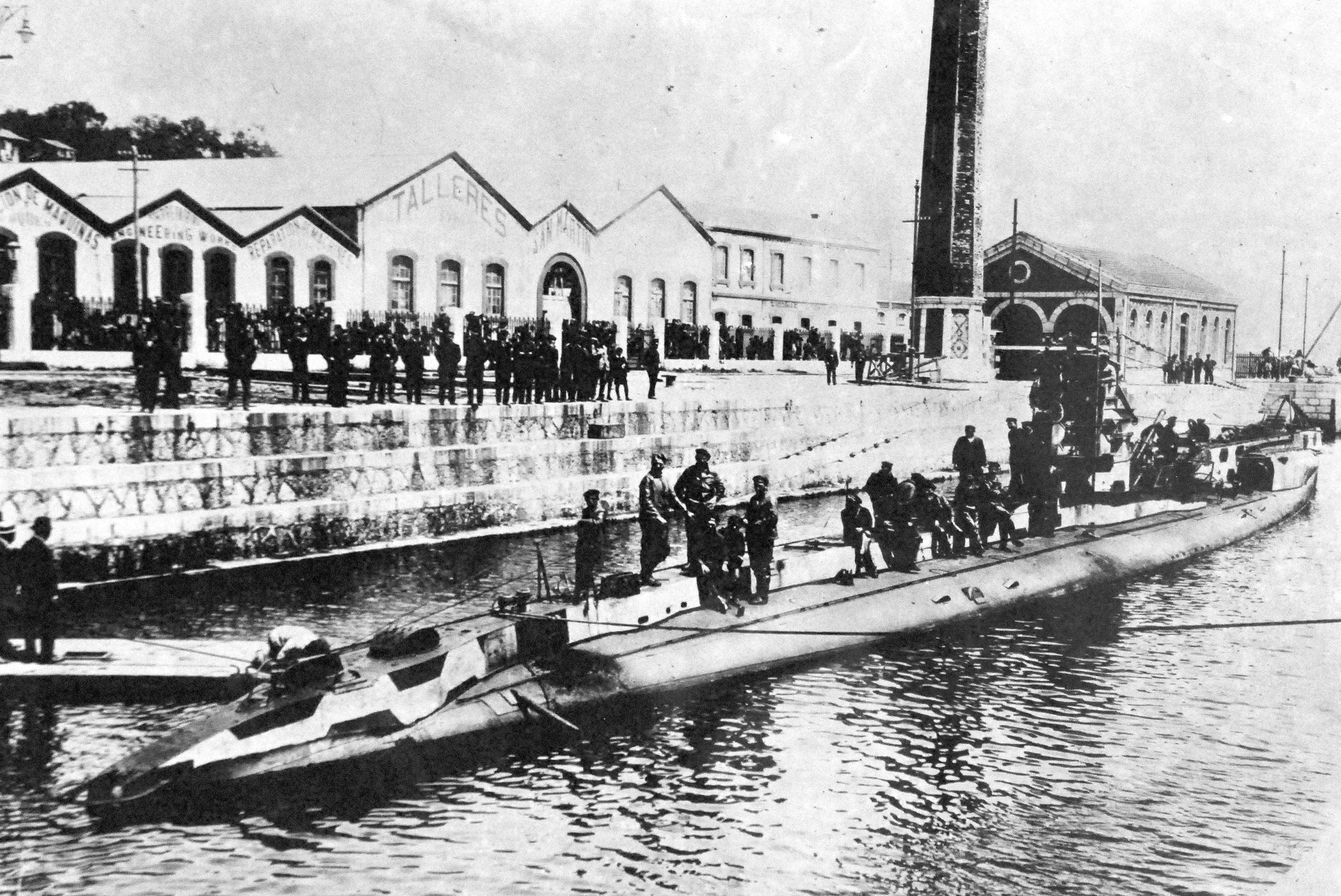
Submarino alemán UC-56 en Gamazo el 24 de mayo de 1918.

La tradición marítima de Santander se remonta a más de dos milenios, constituyendo un puerto logístico para la formación de armadas y una modesta población de pescadores y comerciantes hasta que, a mediados del siglo XVIII se produce un incremento espectacular de la actividad mercantil. El origen de este relanzamiento económico será debido a un decidido apoyo de la Corona para canalizar el comercio de las lanas castellanas a través de su puerto. Es en esta época cuando se comienzan a elaborar proyectos de mejora y ampliación de los espacios portuarios, actividad que continuará a todo lo largo del siglo XIX. En la segunda mitad de este siglo se produce un notable incremento de las actividades portuarias, lo que ocasiona la necesidad de disponer de suficientes varaderos y talleres para el mantenimiento y reparación de buques. En este contexto surge la necesidad de disponer de un dique seco de carena.
El dique de Gamazo se encuentra en el puerto de Santander, en un terreno ganado al mar entre la península de San Martín, las peñas de Dos Hermanas y la actual bocana de la dársena de Molnedo, adosado a la parrilla del varadero y orientado en sentido este-oeste. Se comenzó a construir en el año 1884, terminándose en 1908. El antedique se construyó en 1905 y en 1906 y 1907 el asiento y el barco puerta, realizándose en 1907 la verja modernista de cierre de hierro forjado. El carenero «parrilla» se construyó adosado a la banda sur del futuro dique y se finalizó en 1887. La casa de bombas daba alojamiento a una caldera de vapor de agua que alimentaba dos pequeñas máquinas para el achique. El tiro del hogar lo suministraba una alta chimenea de sección octogonal. En la cabecera del dique se situaría una grúa de vapor con caldera incorporada. Las dos estructuras anteriores son ya inexistentes.
Esta construcción de la Junta de Obras del Puerto estuvo dando el servicio para el que estaba destinado durante ochenta años, en los que pasaron por él cientos de barcos de todo tipo para reparaciones, inspecciones, labores de mantenimiento o construcciones. 
En 1918, durante la Primera Guerra Mundial, recaló en el dique un U-Boot alemán para que se le repararse. Dicho submarino era el UC-56 que permaneció el resto de la guerra en Santander.
En 2014 se llevó una rehabilitación integral de la infraestructura, considerada Bien de Interés Cultural,  y sus aledaños. Se abrió al público como zona de esparcimiento y se construyó por parte del arquitecto Alejandro Zaera una grada escalonada con vistas a la bahía de Santander destinada a presenciar las competiciones de regatas.